# 程德全
程德全（1860年—1930年5月29日），字纯如，号雪楼、本良，法名寂照。四川省夔州府云阳县人，清末民国政治人物。清朝末年曾任黑龙江将军，中华民国初期任江苏都督、南京临时政府内务总长。后出家为佛教僧人。

## 生平

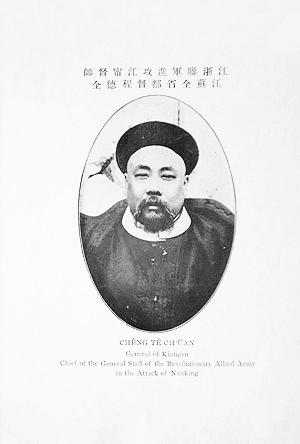
江苏巡抚程德全

程德全是廪贡生出身。光緒十六年（1890年），入国子监学习。1891年，他到黑龙江瑷珲入黑龙江副都统文全幕。后又入黑龙江将军依克唐阿幕。1894年，被保奏以知县发派安徽。光绪二十四年（1898年），经黑龙江将军寿山奏调重回黑龙江省，後任黑龙江将军衙门营务处总办。庚子事变，俄军入侵齐齐哈尔，寿山自杀，程德全曾单骑入俄营同额林干夫议和，被俄军扣押，后获释。光绪二十九年（1903年），署齐齐哈尔副都统，光绪三十一年（1905年）署理黑龙江将军，开东三省汉人任将军之首例。1907年，署理黑龙江巡抚。在黑龙江期间，他与达桂奏准将黑龙江省土地全部开禁。光绪三十四年（1908年），因病开缺。
宣统元年（1909年）复被起用，任奉天巡抚。1910年，改任江苏巡抚。

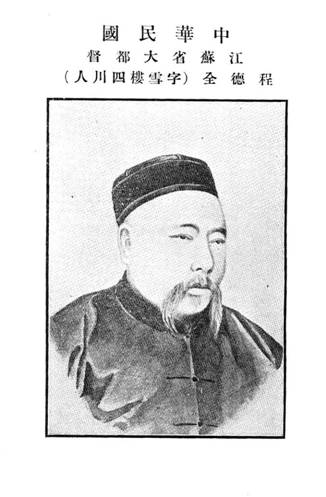
任江苏都督时的程德全

1911年10月，武昌起义爆发后，程德全在江苏省城苏州，经过张一麐劝说。11月5日，張通典率部攻入江苏巡抚衙门。当日，程德全被迫宣布“江苏独立”，成立中华民国军政府苏军都督府（通称苏州军政府），自任都督，成为第一名参加革命的清朝封疆大吏。12月3日，中华民国军政府苏军都督府改称中华民国军政府江苏都督府，程德全改任江苏都督。民国元年（1912年）1月3日，南京临时政府成立，他被任命为南京临时政府内务总长。同日，他和脱离了中国同盟会的章炳麟（章太炎）、張謇共同组织了中华民国联合会（后来改为统一党）。1912年4月，袁世凯任中华民国临时大总统后，他被任命为江苏都督。同年5月，统一党和民社等合组共和党，程德全因与章太炎不和而离党。
1913年3月，他曾亲赴上海处理“宋教仁被刺案”，主张按法律程序解决。1913年7月15日，黃兴脅迫程宣布江苏独立，強推为南军司令，翌日，他逃往上海，25日，在上海发电：「南京独立，由于黃兴及第八師師长陈之骥之要求，现已另刻关防，召集苏属水陸军警，议图恢复。」9月1日，张勋兵入南京后，他辞去江苏都督。此后他住在上海，以礼佛为事。1917年退出政界。1926年，受戒于常州天宁寺，法名寂照。1930年5月29日于上海圆寂。享壽70岁。

## 家庭
儿子程世抚。

## 遗迹
今苏州城外寒山寺，有“古寒山寺”四个大字为其墨迹。齐齐哈尔市龙沙公园内建有《清云阳程公以身御难碑》。

## 著作
著有《程中丞奏稿》、《抚江文牍》等。

## 軼聞
1945年1月，銀幣收藏家吳詩錦發表文章認為袁世凱像開國紀念幣上面的頭像實為程德全，引起半個多世紀爭論。